# Насоново (Шемогодский сельсовет)
Насоново — упразднённая в 2020 году деревня в Великоустюгском районе Вологодской области.
Входила в состав Заречного сельского поселения, с точки зрения административно-территориального деления — в Шемогодский сельсовет.
Расстояние по автодороге до районного центра Великого Устюга — 36 км, до центра муниципального образования Аристово — 20 км. Ближайшие населённые пункты — Балагурово, Пенье, Едново.
По данным переписи в 2002 году постоянного населения не было.